# Tissul (Tissulski)
Tissul (russisch Тису́ль) ist eine Siedlung städtischen Typs in der Oblast Kemerowo in Russland mit 9049 Einwohnern (Stand 14. Oktober 2010). Sie ist nicht zu verwechseln mit dem etwa 40 km entfernt gelegenen Dorf Tissul mit gleichnamiger Bahnstation an der Transsibirischen Eisenbahn östlich der Siedlung Tjaschinski.

## Geographie
Der Ort liegt etwa 150 km Luftlinie ostnordöstlich des Oblastverwaltungszentrums Kemerowo am nördlichen Rand des Kusnezker Alatau. Durch die Siedlung verlaufen die Tissulka und ihr rechter Zufluss Kaschtak; wenige Kilometer nördlich mündet die Tissulka in den rechten Kija-Nebenfluss Serta.
Tissul ist Verwaltungszentrum des Rajons Tissulski sowie Sitz der Stadtgemeinde Tissulskoje gorodskoje posselenije, zu der außerdem die 6 km südlich gelegene Siedlung Rschawtschik gehört.

## Geschichte
Der Ort wurde 1690 gegründet. Größere Bedeutung erlangte er mit der Entwicklung des Goldbergbaus im nördlichen Teil des Kusnezker Alatau in der zweiten Hälfte des 19. Jahrhunderts. 1924 wurde Tissul Verwaltungssitz eines nach ihm benannten Rajons. Seit 1939 besitzt es den Status einer Siedlung städtischen Typs.

### Bevölkerungsentwicklung
| Jahr | Einwohner |
| ---- | --------- |
| 1859 | 948       |
| 1911 | 3743      |
| 1939 | 6967      |
| 1959 | 7578      |
| 1970 | 7798      |
| 1979 | 8483      |
| 1989 | 9501      |
| 2002 | 9484      |
| 2010 | 9049      |

Anmerkung: ab 1939 Volkszählungsdaten

## Verkehr
Tissul ist Endpunkt der Regionalstraße 32K-305, die etwa 40 km nördlich, beim benachbarten Rajonzentrum Tjaschinski von der föderalen Fernstraße R255 Sibir (ehemals M53) abzweigt. In Tjaschinski befindet sich auch die nächstgelegene Bahnstation Tjaschin an der Transsibirischen Eisenbahn. In südwestlicher Richtung führt die 32K-319, die das ehemalige Goldbergbaugebiet um die früheren Siedlungen städtischen Typs (jetzt Dörfer) Berikulski und Zentralny erschließt. Von Tissul nach Südosten verläuft die 32K-306 in das knapp 50 km entfernte Soldatkino unweit der Grenze zu den benachbarten Föderationssubjekten Region Krasnojarsk und Republik Chakassien, mit einer Bahnstation an der Strecke Krasnaja Sopka – Kija-Schaltyr (Belogorsk).

## Söhne und Töchter des Ortes
- Adolf Butkewitsch (1914–1983), Geodät und Kartograph